# Jo Spiers
Johan (Jo) Spiers (Amsterdam, 19 december 1917 - Amsterdam, 17 augustus 1990) was een Nederlands componist en pianist. Hij vormde op de podia een pianoduo met Jo Kat.

## Jo Spiers
Hij was zoon van Martha Eva Antonetta Braams en winkelier Daniël Gerardus Spiers. Hijzelf was nog geen jaar getrouwd met Anna Arina Bos (1957-1958, echtscheiding).
Het zag er niet naar uit dat hij in de theaterwereld zou belanden. Van huis uit kreeg hij een hogereburgerschoolopleiding, maar hij wilde tegen de zin van zijn ouders musicus worden. Hij nam contact op met pianist Wouter Denijs, die hem vier jaar onder zijn hoede had. Volgens een advertentie in 1939 was hij gediplomeerd pianopedagoog vanuit zijn woning aan de Eerste Van Swindenstraat 31 (ouderlijk huis).  Aanvullende lessen kwamen van Arnold Juda.
Hij kwam rond 1940 op de podia en enige tijd verbonden aan het Amsterdams Volkstoneel. Hij bleef vooral bekend als begeleider (roepnaam "Begeleider aan de vleugel") van kleinkunstartiesten. Dick Gabel, Fien de la Mar (hij viel in voor haar vaste begeleider), Wim Ibo, Martie Verdenius met Rie Gilhuys en Guus Hermus (vanaf 1941), Lia Dorana, Dorien Mijksenaar, Frans Koster, Fiet Koster, Wiesje Bouwmeester, Toon Hermans (bij Amsterdams debuut) en Perry Cavallo maakten van zijn diensten gebruik. Mijksenaar en Cavallo waren de laatsten die met hem optraden. Anderen die met de enigszins teruggetrokken man (hij was bang voor De la Mar) werkten waren Hetty Blok, Ton van Duinhoven, Teddy Scholten, Henk Scholten, Luc Lutz, Chiel de Boer, Cees Laseur, Albert Mol en Kees Brusse.
Hij was tot in Nederlands-Indië (1952) toe te zien en te horen. Hij omschreef zichzelf in 1967 als de “hofpianist”  van de  Nederlandse Christelijke Radio Vereniging.
Spiers was jarenlang docent aan de Kleinkunstacademie. Zijn overlijden in 1990 was landelijk nieuws. Hij werd gecremeerd op Begraafplaats Westgaarde.

## Jo Kat
Johannes Kat (1916-1996)  was pianist en pianoleraar te Amsterdam. Hij was getrouwd met Johanna Maria Soet (1917-2011), die werkte onder de naam Marjo Ingen Soet. Ze is auteur van De stem, handleiding voor het goede gebruik. Hoogtepunten van hun loopbanen bevonden zich in de jaren vijftig en zestig.